# Свиридов, Иван Дмитриевич
Иван Дмитриевич Свиридов (3 января 1924 года — 26 сентября 1999 года) — советский военачальник, ас-истребитель в годы Великой Отечественной войны, генерал-лейтенант авиации.

## Биография
Родился в 1924 году в селе Нижняя Матренка ныне Добринского района в многодетной крестьянской семье (в семье было 10 детей). Окончил 7-летнюю школу в родном селе в 1938 году. После школы жил у родственников в Звенигороде. Учился в Коломенском педагогическом училище и одновременно в Коломенском аэроклубе. Член КПСС.
С декабря 1940 года — на службе в Красной Армии. В 1942 году окончил Качинскую военную авиационную школу имени А. Ф. Мясникова. Участник Великой Отечественной войны с 1942 года. С лета 1942 года воевал в составе 1-го гвардейского истребительного авиационного полка на Волховском, Калининском, Степном, Западном, Брянском, 1-м Прибалтийском, 3-м Белорусском, 1-м Украинском фронтах. Выполнил 195 боевых вылетов, лично сбил 13 самолётов противника и 1 в группе. Удостоился чести представлять свой полк на Параде Победы в Москве 24 июня 1945 года.
После войны Высшие лётно-тактические курсы ВВС (1949), Военную академию Генерального штаба Вооружённых Сил СССР (1969). Служил в составе советских войск в Чехословакии, заместитель командующего Ленинградского военного округа, командующий ВВС Забайкальского военного округа, заместитель начальника Главного штаба ВВС по боевой подготовке. С 1970 года — начальник Центра боевого применения и переучивания лётного состава ВВС в городе Липецке. С 1977 года — советский военный советник в Чехословакии, с 1981 года — заместитель главнокомандующего ВВС СССР по боевой подготовке. За 47 лет воинской службы генерал-лейтенант Свиридов освоил 27 типов самолётов. С 1988 года в отставке.
Делегат XXIV съезда КПСС. Член Липецкого областного комитета КПСС.
Награждён тремя орденами Красного Знамени, тремя орденами Красной Звезды, двумя орденами Отечественной войны 1-й степени, орденом Отечественной войны 2-й степени, орденом «За службу Родине в Вооружённых Силах СССР» 3-й степени, 18-ю медалями СССР, а также орденами и медалями Польши, ЧССР, Кубы, Болгарии, Монголии. «Заслуженный военный лётчик СССР» (1971).
В отставке проживал в Липецке. Умер 26 сентября 1999 года. Похоронен в Липецке.

## Память
- Именем выдающегося лётчика названа школа в его родном селе Нижняя Матреновка Добринского района Липецкой области.